# Fair Lawn (New Jersey)
Fair Lawn ist eine Stadt im Bergen County, New Jersey, USA. Das U.S. Census Bureau hat bei der Volkszählung 2020 eine Einwohnerzahl von 34.927 ermittelt.

## Geographie
Die geographischen Koordinaten der Stadt sind 40°56'2" nördliche Breite und 74°7'0" westliche Länge.
Nach dem amerikanischen Vermessungsbüro hat die Stadt eine Gesamtfläche von 13,5 km², wovon 13,4 km² Land und 0,1 km² (0,96 %) Wasser ist.

## Geschichte
In einer Unincorporated Area innerhalb von Fair Lawn liegt die Planstadt Radburn, die den Status einer National Historic Landmark hat. Acht Bauwerke und Stätten des Orts sind im National Register of Historic Places (NRHP) eingetragen (Stand 24. Oktober 2018).

## Demographie
Nach der Volkszählung von 2000 gibt es 31.637 Menschen, 11.806 Haushalte und 8.901 Familien in der Stadt. Die Bevölkerungsdichte beträgt 2.362,7 Einwohner pro km². 91,54 % der Bevölkerung sind Weiße, 0,74 % Afroamerikaner, 0,04 % amerikanische Ureinwohner, 4,92 % Asiaten, 0,00 % pazifische Insulaner, 1,37 % anderer Herkunft und 1,38 % Mischlinge. 5,51 % sind Latinos unterschiedlicher Abstammung.
Von den 11.806 Haushalten haben 33,4 % Kinder unter 18 Jahre. 63,5 % davon sind verheiratete, zusammenlebende Paare, 9,0 % sind alleinerziehende Mütter, 24,6 % sind keine Familien, 21,3 % bestehen aus Singlehaushalten und in 12,3 % Menschen sind älter als 65. Die Durchschnittshaushaltsgröße beträgt 2,67, die Durchschnittsfamiliengröße 3,12.
22,8 % der Bevölkerung sind unter 18 Jahre alt, 6,0 % zwischen 18 und 24, 26,9 % zwischen 25 und 44, 25,6 % zwischen 45 und 64, 18,7 % älter als 65. Das Durchschnittsalter beträgt 42 Jahre. Das Verhältnis Frauen zu Männer beträgt 100:90,6, für Menschen älter als 18 Jahre beträgt das Verhältnis 100:87,7.
Das jährliche Durchschnittseinkommen der Haushalte beträgt 72.127 USD, das Durchschnittseinkommen der Familien 81.220 USD. Männer haben ein Durchschnittseinkommen von 56.798 USD, Frauen 41.300 USD. Der Prokopfeinkommen der Stadt beträgt 32.273 USD. 3,7 % der Bevölkerung und 2,6 % der Familien leben unterhalb der Armutsgrenze, davon sind 2,7 % Kinder oder Jugendliche jünger als 18 Jahre und 6,9 % der Menschen sind älter als 65.

## Söhne und Töchter der Stadt
- Jerome Jordan Pollitt (1934–2024), Klassischer Archäologe
- Loren Schoenberg (* 1958), Jazzmusiker
- Philip Ettinger (* 1985), Film- und Theaterschauspieler
- Tracy Eisser (* 1989), Ruderin